# Élections régionales de 2022 en Sarre
Les élections régionales de 2022 en Sarre (en allemand : Landtagswahl im Saarland 2022) se tiennent le 27 mars 2022, afin d'élire les 51 députés de la 17e législature du Landtag, pour un mandat de cinq ans.
Le scrutin voit la victoire du Parti social-démocrate avec une majorité absolue en sièges, ce qui met fin à plus de deux décennies de pouvoir de l'Union chrétienne-démocrate, les deux partis étant alliés au gouvernement depuis dix ans.

## Mode de scrutin
Le Landtag est constitué de 51 députés (en allemand : Mitglied des Landtags, MdL), élus pour une législature de cinq ans au suffrage universel direct et suivant le scrutin proportionnel d'Hondt.
Chaque électeur vote à la fois pour une liste dans sa circonscription — le land en compte trois qui totalisent 41 sièges — et au niveau du land. À l'issue du scrutin, les 51 sièges sont répartis entre les partis ayant remporté au moins 5 % des suffrages exprimés dans l'ensemble du Land. L'opération est ensuite recommencée dans chaque circonscription, la différence entre le total régional et le total des circonscriptions étant comblée par les candidats de la liste régionale. Si un parti n'en a pas présenté, le calcul est réajusté et ses mandats reviennent aux autres forces politiques.

## Campagne
Lors d'une conférence programmatique du Parti social-démocrate d'Allemagne (SPD) organisée le 9 octobre 2021, le comité directeur régional et le groupe parlementaire investissent à l'unanimité la vice-ministre-présidente et ministre de l'Économie Anke Rehlinger comme cheffe de file pour les prochaines élections.
Lors d'une réunion le 7 novembre à Sarrebruck, le comité directeur et le groupe parlementaire de l'Union chrétienne-démocrate d'Allemagne (CDU) en Sarre valident à l'unanimité et sans surprise la candidature du ministre-président sortant et président régional de la CDU, Tobias Hans.
Le 21 novembre suivant, un congrès extraordinaire de Die Linke réuni à Homburg investit par 85 % des suffrages exprimés la députée et vice-présidente régionale du parti Barbara Spaniol (de) comme cheffe de file électorale dans un contexte de fracture interne entre les proches d'Oskar Lafontaine — qui avait expulsé plus tôt dans le mois Barbara Spaniol du groupe parlementaire au Landtag — et les soutiens du président régional du parti, Thomas Lutze (de), dont Barbara Spaniol fait partie. Aucun représentant du courant d'Oskar Lafontaine ne participe par ailleurs à ce conclave.
L'assemblée générale de l'Alternative pour l'Allemagne (AfD) de Sarre approuve le 28 novembre au second tour de scrutin la candidature en chef de file de Kai Melling, secrétaire général régional du parti et collaborateur parlementaire du président régional et député fédéral Christian Wirth (de). Initialement, le favori pour l'investiture était le député régional et vice-président de l'AfD du Land Lutz Hecker (de), mais celui-ci a renoncé moins d'une semaine avant la convention, en raison de l'absence de soutien unanime de la direction du parti à sa candidature.
Le Parti libéral-démocrate (FDP) réunit le 11 décembre les 120 membres de son assemblée régionale des délégués, qui investissent à 82 % l'entrepreneuse et vice-présidente régionale du parti Angelika Hießerich-Peter comme tête de liste au niveau de l'État. Exclu du Landtag depuis le scrutin de 2012, le FDP avait présenté lors des deux dernières élections son président régional Oliver Luksic (de), désormais député fédéral et secrétaire d'État du ministère fédéral des Transports.
Le 7 janvier 2022, l'assemblée des délégués de l'Alliance 90/Les Verts (Grünen) investit Lisa Becker, conseillère municipale de Blieskastel par 119 voix sur 192, au détriment du vice-président régional Kiymet Göktas, considéré comme un proche de l'ancien co-président régional Hubert Ulrich, critiqué en interne. En raison de divisions au sein de la fédération régionale, celle-ci n'avait pu déposer de liste aux élections fédérales du 26 septembre 2021.

### Principaux partis
| Parti | Parti                                                                              | Idéologie                                                                   | Chef de file                              | Résultat en 2017           |
| ----- | ---------------------------------------------------------------------------------- | --------------------------------------------------------------------------- | ----------------------------------------- | -------------------------- |
|       | Union chrétienne-démocrate d'Allemagne Christlich Demokratische Union Deutschlands | Centre droit Démocratie chrétienne, libéral-conservatisme                   | Tobias Hans (Ministre-président)          | 40,7 % des voix 24 députés |
|       | Parti social-démocrate d'Allemagne Sozialdemokratische Partei Deutschlands         | Centre gauche Social-démocratie, troisième voie, progressisme               | Anke Rehlinger (Vice-ministre-présidente) | 29,6 % des voix 17 députés |
|       | Die Linke La Gauche                                                                | Extrême gauche à gauche Socialisme démocratique, anticapitalisme, populisme | Barbara Spaniol (de)                      | 12,9 % des voix 7 députés  |
|       | Alternative pour l'Allemagne Alternative für Deutschland                           | Droite à extrême droite Euroscepticisme, national-conservatisme, populisme  | Kai Melling                               | 6,2 % des voix 3 députés   |
|       | Alliance 90/Les Verts Bündnis 90/Die Grünen                                        | Centre gauche Écologie politique, progressisme                              | Lisa Becker                               | 4,0 % des voix 0 député    |
|       | Parti libéral-démocrate Freie Demokratische Partei                                 | Centre droit à droite Libéralisme, libéralisme économique                   | Angelika Hießerich-Peter                  | 3,3 % des voix 0 députés   |

### Sondages
| Institut                | Date       | CDU    | SPD    | Grünen | FDP   | Linke  | AfD   |
| ----------------------- | ---------- | ------ | ------ | ------ | ----- | ------ | ----- |
| Institut                | Date       |        |        |        |       |        |       |
| Forschungsgruppe Wahlen | 24/03/2022 | 28 %   | 41 %   | 5,5 %  | 5 %   | 4 %    | 6,5 % |
| INSA                    | 19/03/2022 | 31 %   | 39 %   | 5 %    | 5 %   | 4 %    | 6 %   |
| Forschungsgruppe Wahlen | 18/03/2022 | 30 %   | 39 %   | 6 %    | 5 %   | 4 %    | 6 %   |
| Infratest dimap         | 17/03/2022 | 31 %   | 37 %   | 5 %    | 5 %   | 4 %    | 6 %   |
| Infratest dimap         | 16/02/2022 | 29 %   | 38 %   | 6 %    | 6 %   | 5 %    | 8 %   |
| INSA                    | 28/01/2022 | 30 %   | 35 %   | 8 %    | 6 %   | 7 %    | 7 %   |
| Infratest dimap         | 24/11/2021 | 28 %   | 33 %   | 8 %    | 8 %   | 6 %    | 9 %   |
| INSA                    | 21/07/2021 | 36 %   | 27 %   | 9 %    | 7 %   | 7 %    | 6 %   |
| INSA                    | 11/05/2021 | 31 %   | 21 %   | 15 %   | 7 %   | 14 %   | 6 %   |
| Infratest dimap         | 11/11/2020 | 40 %   | 22 %   | 12 %   | 3 %   | 11 %   | 8 %   |
| INSA                    | 10/12/2019 | 36 %   | 24 %   | 15 %   | 4 %   | 11 %   | 7 %   |
| Infratest dimap         | 08/03/2019 | 37 %   | 25 %   | 11 %   | 4 %   | 12 %   | 8 %   |
|                         |            |        |        |        |       |        |       |
| Dernières élections     | 26/03/2017 | 40,7 % | 29,6 % | 4,0 %  | 3,3 % | 12,8 % | 6,2 % |

## Résultats

### Voix et sièges
|                          |                                                      |         |       |       |        |               |        |        |               |
| Parti                    | Parti                                                | Voix    | %     | +/-   | Sièges | Sièges        | Sièges | Sièges | Sièges        |
| Parti                    | Parti                                                | Voix    | %     | +/-   | Circ   | +/-           | Land   | Total  | +/-           |
|                          | Parti social-démocrate d'Allemagne (SPD)             | 196 799 | 43,50 | 13,89 | 24     | 10            | 5      | 29     | 12            |
|                          | Union chrétienne-démocrate d'Allemagne (CDU)         | 129 156 | 28,55 | 12,15 | 14     | 5             | 5      | 19     | 5             |
|                          | Alternative pour l'Allemagne (AfD)                   | 25 718  | 5,68  | 0,51  | 3      | 1             | 0      | 3      | en stagnation |
|                          | Alliance 90/Les Verts (Grünen)                       | 22 598  | 4,99  | 0,98  | 0      | en stagnation | 0      | 0      | en stagnation |
|                          | Parti libéral-démocrate (FDP)                        | 21 618  | 4,78  | 1,52  | 0      | en stagnation | 0      | 0      | en stagnation |
|                          | Die Linke (Linke)                                    | 11 689  | 2,58  | 10,27 | 0      | 6             | 0      | 0      | 7             |
|                          | Parti de protection des animaux (Tierschutz)         | 10 391  | 2,30  | Nv    | 0      | en stagnation | 0      | 0      | en stagnation |
|                          | Électeurs libres (FW)                                | 7 636   | 1,69  | 1,27  | 0      | en stagnation | 0      | 0      | en stagnation |
|                          | Parti des bases démocratiques d'Allemagne (dieBasis) | 6 449   | 1,43  | Nv    | 0      | en stagnation | 0      | 0      | en stagnation |
|                          | bunt.saar                                            | 6 216   | 1,37  | Nv    | 0      | en stagnation | 0      | 0      | en stagnation |
|                          | Die PARTEI                                           | 4 715   | 1,04  | Nv    | 0      | en stagnation | 0      | 0      | en stagnation |
|                          | Parti des familles d'Allemagne (FAMILIE)             | 3 836   | 0,85  | 0,02  | 0      | en stagnation | 0      | 0      | en stagnation |
|                          | Autres partis                                        | 5 590   | 1,24  | -     | 0      | en stagnation | 0      | 0      | en stagnation |
|                          |                                                      |         |       |       |        |               |        |        |               |
| Votes valides            | Votes valides                                        | 452 411 | 98,73 |       |        |               |        |        |               |
| Votes blancs et nuls     | Votes blancs et nuls                                 | 5 812   | 1,27  |       |        |               |        |        |               |
| Total                    | Total                                                | 458 223 | 100   | -     | 41     | en stagnation | 10     | 51     | en stagnation |
| Abstentions              | Abstentions                                          | 288 085 | 38,60 |       |        |               |        |        |               |
| Inscrits / participation | Inscrits / participation                             | 746 308 | 61,40 |       |        |               |        |        |               |

### Analyse

#### Sociologique
| Catégorie                      | SPD  | CDU  | AfD | Grünen | FDP  | Linke |
| ------------------------------ | ---- | ---- | --- | ------ | ---- | ----- |
| Catégorie                      |      |      |     |        |      |       |
| Sexe                           |      |      |     |        |      |       |
| Hommes                         | 42 % | 28 % | 7 % | 5 %    | 6 %  | 3 %   |
| Femmes                         | 44 % | 29 % | 4 % | 5 %    | 3 %  | 3 %   |
| Âge                            |      |      |     |        |      |       |
| Moins de 30 ans                | 35 % | 19 % | 6 % | 10 %   | 9 %  | 5 %   |
| 30-44 ans                      | 36 % | 26 % | 8 % | 7 %    | 6 %  | 3 %   |
| 45-59 ans                      | 45 % | 26 % | 7 % | 5 %    | 5 %  | 3 %   |
| Plus de 60 ans                 | 49 % | 34 % | 4 % | 3 %    | 3 %  | 2 %   |
| Statut                         |      |      |     |        |      |       |
| Ouvrier                        | 49 % | 25 % | 9 % | 3 %    | 3 %  | 2 %   |
| Employé                        | 44 % | 27 % | 5 % | 5 %    | 6 %  | 2 %   |
| Fonctionnaire                  | 36 % | 39 % | 3 % | 7 %    | 5 %  | 1 %   |
| Indépendant                    | 29 % | 32 % | 6 % | 7 %    | 14 % | 2 %   |
| Études                         |      |      |     |        |      |       |
| Hauptschulabschluss            | 55 % | 27 % | 6 % | 1 %    | 2 %  | 3 %   |
| Mittlere Reife                 | 45 % | 27 % | 7 % | 3 %    | 4 %  | 3 %   |
| Abitur (baccalauréat)          | 39 % | 28 % | 5 % | 7 %    | 6 %  | 4 %   |
| Hochschulabschluss (supérieur) | 37 % | 30 % | 3 % | 10 %   | 6 %  | 3 %   |